# Drosophila sechellia
Drosophila sechellia este o specie de muște din genul Drosophila, familia Drosophilidae, descrisă de Tsacas și Bachli în anul 1981.
Este endemică în Seychelles. Conform Catalogue of Life specia Drosophila sechellia nu are subspecii cunoscute.